# Европейский маршрут E71
Европейский маршрут E71 — европейский автомобильный маршрут от Кошице, Словакия, до Сплита, Хорватия, общей длиной 970 км. Трасса соединяет центральную часть континента с Адриатическим морем.

## Маршрут
- Словакия
  - R4: Кошице — Милгость
- Венгрия
  - Трасса 3: Торньшнемети — Фельшожольца — Мишкольц
  - Автомагистраль M30: Мишкольц — Истванмайор
  - Автомагистраль M3: Истванмайор — Будапешт
  - Автомагистраль M0: Объезд Будапешта
  - Автомагистраль M7: Тёрёкбалинт — Надьканижа — Летенье
- Хорватия
  - A4: Горичан — Загреб
  - A3: Объезд Загреба
  - A1: Загреб — Карловац
  - D1: Карловац — Слунь — Грабовак
  - D217: Грабовак — Личко Петрово Село
- Босния и Герцеговина
  - Изажич — Бихач — Ужльебич
- Хорватия
  - D218: Ужльебич — Доньи Лапак — Шучевич
  - D1: Шучевич — Книн — Сплит

Часть трассы между Бихачем и Доньи Лапак через долину Уны дорога страдает от пограничных споров и не ремонтируется, поэтому использование хорватской трассы D1 до Шучевича оправдано. Этот отрезок может быть исключен в будущем из трассы E 71, а E761 продолжена до Грабовача . E 71 по плану должна идти только по Хорватии, без заезда на территорию Боснии и Герцеговины.